# Virazeil

Virazeil este o comună în departamentul Lot-et-Garonne din sud-vestul Franței. În 2009 avea o populație de 1.666 de locuitori.

## Evoluția populației
| An        | 1975  | 1982  | 1990  | 1999  | 2006  | 2009  |
| --------- | ----- | ----- | ----- | ----- | ----- | ----- |
| Populație | 1.146 | 1.433 | 1.631 | 1.587 | 1.570 | 1.666 |